# Osmoxylon
Genre
Osmoxylon est un genre de plantes à fleurs de la famille des Araliacées.

## Liste d'espèces
Selon BioLib (16 octobre 2024) :
- Osmoxylon arrhenicum B.J.Conn & Frodin
- Osmoxylon articulatum Philipson
- Osmoxylon barbatum Becc.
- Osmoxylon boerlagei (Warb.) Philipson
- Osmoxylon borneense Seem.
- Osmoxylon celebicum Philipson
- Osmoxylon chrysanthum B.J.Conn & Frodin
- Osmoxylon corneri B.J.Conn & Frodin
- Osmoxylon ellipsoideum B.J.Conn & Frodin
- Osmoxylon eminens (W.Bull) Philipson
- Osmoxylon globulare Philipson
- Osmoxylon heterophyllum (Merr.) Philipson
- Osmoxylon insidiator Becc.
- Osmoxylon insigne (Miq.) Becc.
- Osmoxylon lanceolatum Philipson
- Osmoxylon lineare (Merr.) Philipson
- Osmoxylon mariannense (Kaneh.) Fosberg & Sachet
- Osmoxylon masarangense Philipson
- Osmoxylon micranthum (Harms) Philipson
- Osmoxylon miquelii Boerl.
- Osmoxylon novoguineense (Scheff.) Becc.
- Osmoxylon palmatum (Lam.) Philipson
- Osmoxylon pfeilii (Warb.) Philipson
- Osmoxylon pulcherrimum Vidal ex Fern.-Vill.
- Osmoxylon ramosii (Merr.) Philipson
- Osmoxylon reburrum (B.C.Stone) B.C.Stone
- Osmoxylon rectibrachiatum Conn & Frodin
- Osmoxylon serratifolium (Elmer) Philipson
- Osmoxylon sessiliflorum (Lauterb. ex Harms) Philipson
- Osmoxylon simplicifolium (Elmer) Philipson
- Osmoxylon soelaense Philipson
- Osmoxylon talaudense Philipson
- Osmoxylon trilobatum (Merr.) Philipson
- Osmoxylon whitmorei B.J.Conn & Frodin

Selon ITIS (16 octobre 2024) :
- Osmoxylon mariannense (Kaneh.) Fosberg & Sachet

Selon NCBI (16 octobre 2024) :
- Osmoxylon boerlagei Philipson, 1976
- Osmoxylon geelvinkianum Becc., 1878
- Osmoxylon insidiator Becc., 1878
- Osmoxylon lineare Philipson, 1976
- Osmoxylon micranthum Boerlagiodendron micranthum Harms, 1920
- Osmoxylon novoguineense (Scheff.) Becc., 1878
- Osmoxylon orientale Boerlagiodendron orientale Guillaumin, 1938
- Osmoxylon pectinatum Philipson, 1976
- Osmoxylon sessiliflorum Boerlagiodendron sessiliflorum Lauterb. ex Harms, 1910

Selon Tropicos (16 octobre 2024) (Attention liste brute contenant possiblement des synonymes) :
- Osmoxylon amboinense Miq.
- Osmoxylon arrhenicum B.J. Conn & Frodin
- Osmoxylon articulatum Philipson
- Osmoxylon barbatum Becc.
- Osmoxylon boerlagei (Warb.) Philipson
- Osmoxylon borneense Seem.
- Osmoxylon camiguinense (Merr.) Philipson
- Osmoxylon carpophagarum Becc.
- Osmoxylon catanduanense (Merr.) Philipson
- Osmoxylon caudatum (Merr.) Philipson
- Osmoxylon celebicum Philipson
- Osmoxylon chrysanthum B.J. Conn & Frodin
- Osmoxylon confertiflorum B.J. Conn & Frodin
- Osmoxylon corneri B.J. Conn & Frodin
- Osmoxylon dinagatense (Merr.) Philipson
- Osmoxylon ellipsoideum B.J. Conn & Frodin
- Osmoxylon eminens (W. Bull) Philipson
- Osmoxylon fenicis (Merr.) Philipson
- Osmoxylon geelvinkianum Becc.
- Osmoxylon globulare Philipson
- Osmoxylon helleborinum Becc.
- Osmoxylon heterophyllum (Merr.) Philipson
- Osmoxylon humile (Elmer) Philipson
- Osmoxylon insidiator Becc.
- Osmoxylon insigne (Miq.) Becc.
- Osmoxylon kostermansii Philipson
- Osmoxylon lanceolatum Philipson
- Osmoxylon lineare (Merr.) Philipson
- Osmoxylon luzoniense (Merr.) Philipson
- Osmoxylon mariannense (Kaneh.) Fosberg & Sachet
- Osmoxylon masarangense Philipson
- Osmoxylon micranthum (Harms) Philipson
- Osmoxylon miquelii Boerl.
- Osmoxylon moluccanum (Miq.) Becc.
- Osmoxylon novoguineense (Scheff.) Becc.
- Osmoxylon novoguineensis Becc.
- Osmoxylon oblongifolium Philipson
- Osmoxylon oliveri Fosberg & Sachet
- Osmoxylon orientale (Guillaumin) B.C. Stone
- Osmoxylon pachyphyllum (Kaneh.) Fosberg & Sachet
- Osmoxylon palmatum (Lam.) Philipson
- Osmoxylon pectinatum (Merr.) Philipson
- Osmoxylon pfeilii (Warb.) Philipson
- Osmoxylon pseudofoliatum B.J. Conn & Frodin
- Osmoxylon pulcherrimum Vidal ex Fern.-Vill.
- Osmoxylon puniceopolleniferum (B.C. Stone) B.C. Stone
- Osmoxylon ramosii (Merr.) Philipson
- Osmoxylon reburrum (B.C. Stone) B.C. Stone
- Osmoxylon rectibrachiatum B.J. Conn & Frodin
- Osmoxylon rectibrachtiatum B.J. Conn & Frodin
- Osmoxylon russellense (Philipson) B.C. Stone
- Osmoxylon serratifolium (Elmer) Philipson
- Osmoxylon sessiliflorum (Lauterb. ex Harms) Philipson
- Osmoxylon simplicifolium (Elmer) Philipson
- Osmoxylon soelaense Philipson
- Osmoxylon spathipedunculatum (Philipson) Philipson
- Osmoxylon striatifructum B.J. Conn & Frodin
- Osmoxylon superantiflorum B.J. Conn & Frodin
- Osmoxylon talaudense Philipson
- Osmoxylon tetandrum (C.T. White) B.C. Stone
- Osmoxylon tetrandrum (C.T. White) B.C. Stone
- Osmoxylon teysmannii (Boerl.) Philipson
- Osmoxylon trilobatum Philipson
- Osmoxylon truncatum (Kaneh.) Fosberg & Sachet
- Osmoxylon umbelliferum Merr.
- Osmoxylon whitmorei B.J. Conn & Frodin
- Osmoxylon yatesii (Merr.) Philipson
- Osmoxylon zippelianum (Miq.) Becc.